# Eusphalerum luteum
Eusphalerum luteum är en skalbaggsart som först beskrevs av Thomas Marsham 1802.  Eusphalerum luteum ingår i släktet Eusphalerum, och familjen kortvingar. Arten är reproducerande i Sverige.